# 若阿金·德阿尔梅达
若阿金·安东尼奥·波图加尔·巴普蒂斯塔·德阿尔梅达（葡萄牙語：Joaquim António Portugal Baptista de Almeida，1957年3月15日—）是一名葡萄牙演員。
阿尔梅达在1980年代開始了他在劇院的演藝生涯，他的電影生涯開始於1982年的動作片《瞄準北半球》，後來因在1987年的意大利电影《早安巴比倫》中飾演安德烈亚·博南諾而獲得認可。他在1994年的驚悚片《燃眉追击》中飾演费利克斯·科尔特斯，在1995年的動作驚悚片《英雄不流淚》中飾演布乔，從而獲得了國際聲譽。幾年後，他因在2003年至2004年間在福克斯驚悚劇集《24》中飾演拉蒙·萨拉萨尔以及在2011年電影《玩命關頭5》中飾演埃尔南·雷耶斯而走紅。
阿尔梅达精通多種語言，曾在欧洲和美洲的多個國家工作過，參與過許多電影和舞台劇製作，並憑藉《Retrato de Família》《Adão e Eva》和《O Xangô de Baker Street》等電影贏得了一些國際獎項。他的其他著名電影包括1983《乾柴烈火》、1994《我心屬於你》、1998《La Cucaracha》、1999《One Man's Hero》、2001《衝出封鎖線》、2004《Whore》、2007《生死交鋒》，2008《切：39歲的告別信》、2008《愛火燎原》和2013《巴黎鍍金公寓》。

## 片目
- 2024：《幕府將軍》
- 2023：《瑞士华庭》
- 2023：《速度与激情10》
- 2023：《人肉搜索2：失蹤搜救》
- 2020：《法蒂瑪的奇蹟》
- 2017：《殺手保鑣》
- 2015：《危機女王》
- 2013：《阿特拉斯聳聳肩3》
- 2011：《玩命關頭5》
- 2010：《朝聖之路》
- 2009：《愛火燎原》
- 2008：《切：39歲的告別信》
- 2001：《衝出封鎖線》
- 1999：《天堂夢醒》
- 1998：《荒野、黃金、大鏢客》
- 1995：《英雄不流淚》
- 1994：《迫切的危機》
- 1994：《我心屬於你》
- 1983：《乾柴烈火》